# Нове Запоріжжя (УНР)
Нове Запоріжжя — земля Української Народної Республіки. Адміністративно-територіальна одиниця найвищого рівня. Земський центр — місто Херсон Заснована 6 березня 1918 року згідно з Законом «Про адміністративно-територіальний поділ України», що був ухвалений Українською Центральною Радою. Скасована 29 квітня 1918 року гетьманом України Павлом Скоропадським, що повернув старий губернський поділ часів Російської імперії.

## Опис
До землі мали увійти Дніпровський повіт Таврійської та частина Херсонського повіту Херсонської губернії.